# Passaic
Passaic ist eine Stadt im Passaic County, New Jersey, USA. Passaic gehört zur New York Metropolitan Area und liegt etwa 20 km westlich von Manhattan. Das U.S. Census Bureau ermittelte bei der Volkszählung 2020 eine Einwohnerzahl von 70.537.

## Geographie
Nach den Angaben des United States Census Bureaus hat die Stadt eine Gesamtfläche von 8,3 km2, wovon 8,1 km2 Land und 0,3 km2 (3,12 %) Wasser sind. Der Passaic River fließt durch die Stadt.

## Demographie
Nach der Volkszählung von 2000 gibt es 67.861 Menschen, 19.458 Haushalte und 14.457 Familien in der Stadt. Die Bevölkerungsdichte beträgt 8.424,8 Einwohner pro km2. 35,43 % der Bevölkerung sind Weiße, 13,83 % Afroamerikaner, 0,78 % amerikanische Ureinwohner, 5,51 % Asiaten, 0,04 % pazifische Insulaner, 39,36 % anderer Herkunft und 5,04 % Mischlinge. 62,46 % sind Latinos unterschiedlicher Abstammung.
Von den 19.458 Haushalten haben 42,0 % Kinder unter 18 Jahre. 43,7 % davon sind verheiratete, zusammenlebende Paare, 21,7 % sind alleinerziehende Mütter, 25,7 % sind keine Familien, 20,3 % bestehen aus Singlehaushalten und in 8,4 % Menschen sind älter als 65. Die Durchschnittshaushaltsgröße beträgt 3,46, die Durchschnittsfamiliengröße 3,93.
30,8 % der Bevölkerung sind unter 18 Jahre alt, 12,5 % zwischen 18 und 24, 31,6 % zwischen 25 und 44, 16,9 % zwischen 45 und 64, 8,1 % älter als 65. Das Durchschnittsalter beträgt 29 Jahre. Das Verhältnis Frauen zu Männern beträgt 100:99,5, für Menschen älter als 18 Jahre beträgt das Verhältnis 100:97,4.
Das jährliche Durchschnittseinkommen der Haushalte beträgt 33.594 USD, das Durchschnittseinkommen der Familien 34.935 USD. Männer haben ein Durchschnittseinkommen von 24.568 USD, Frauen 21.352 USD. Der Prokopfeinkommen der Stadt beträgt 12.874 USD. 21,2 % der Bevölkerung und 18,4 % der Familien leben unterhalb der Armutsgrenze, davon sind 27,6 % Kinder oder Jugendliche jünger als 18 Jahre und 16,0 % der Menschen sind älter als 65.

## Einwohnerentwicklung
| Jahr | Einwohner¹ |
| ---- | ---------- |
| 1980 | 52.463     |
| 1990 | 58.041     |
| 2000 | 67.861     |
| 2010 | 69.781     |
| 2020 | 70.537     |

¹ 1980–2020: Volkszählungsergebnisse

## Geschichte

### Der Textilstreik von 1926

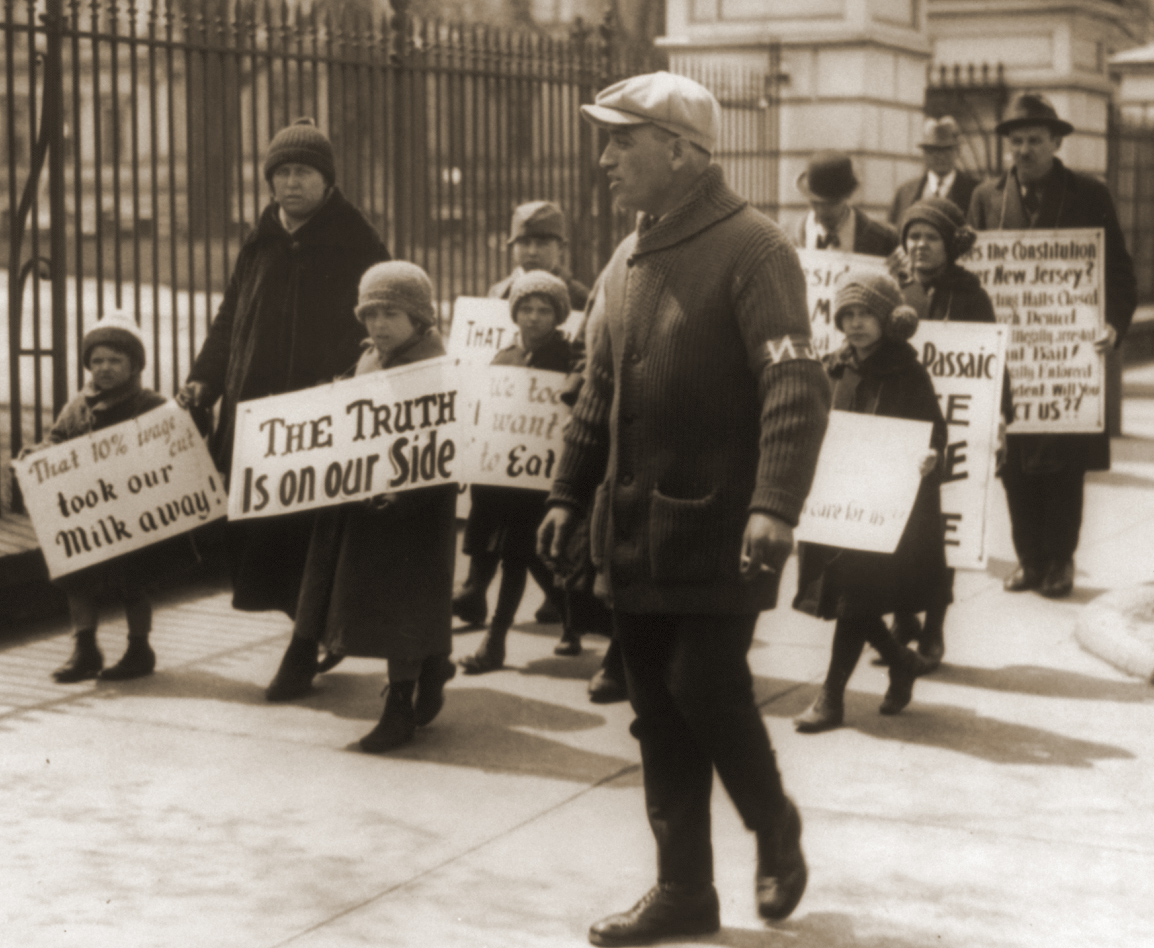
Kinder der Streikenden während des Passaic Textilstreiks 1926

Der Passaic-Textilstreik von 1926 war eine Arbeitsniederlegung von mehr als 15.000 Wollspinnereiarbeitern in und um Passaic wegen Lohnfragen in mehreren Fabriken in der Umgebung. Der Streik, der in seiner Anfangsphase von einem von der Trade Union Educational League of the Workers (Communist) Party organisierten „United Front Committee“ geführt wurde, begann am 25. Januar 1926 und endete offiziell erst am 1. März 1927, als die letzte bestreikte Fabrik einen Vertrag mit den streikenden Arbeitern unterzeichnete. Es war die erste von den Kommunisten angeführte Arbeitsniederlegung in den Vereinigten Staaten. Während des Streiks wurde der dokumentarische Stummfilm The Passaic Textile Strike gedreht, der Sympathie und Geldmittel für die streikenden Arbeiter generieren sollte.

## Söhne und Töchter der Stadt
- Joseph Rankin (1833–1886), Politiker
- Constance Endicott Hartt (1900–1984), Botanikerin und Hochschullehrerin
- Richard Hallock (1906–1980), Altorientalist
- Władysław Mietelski (1906–1991), polnischer Skispringer
- Ben Maddow (1909–1992), Drehbuchautor
- Jack Fina (1913–1970), Bandleader, Pianist, Arrangeur und Songwriter
- Alex Lovy (1913–1992), Animator und Regisseur von Zeichentrickfilmen
- Bob Russell (1914–1970), Liedtexter und Komponist
- Eleanore Pettersen (1916–2003), Architektin
- Sherwood Schwartz (1916–2011), Fernsehproduzent und Drehbuchautor
- Saul Zaentz (1921–2014), Filmproduzent
- David Okrent (1922–2012), Reaktorphysiker
- Joe Lombardi (1923–1997), Spezialeffektkünstler und Supervisor
- Robert Helps (1928–2001), Pianist und Komponist
- Warren Dean (1932–1994), Professor der lateinamerikanischen Geschichte
- Marvin David Levy (1932–2015), Komponist
- Shep Meyers (1936–2009), Pianist und Arrangeur
- Loretta Swit (1937–2025), Filmschauspielerin
- Harold C. Hollenbeck (* 1938), Jurist und Politiker
- Tony Inzalaco (* 1938), Schlagzeuger des Modern Jazz
- Millie Perkins (* 1938), Filmschauspielerin
- Robert Smithson (1938–1973), Maler und Land-Art-Künstler
- Michael J. Pollard (1939–2019), Filmschauspieler
- John Bryan Kethley (1942–2004), Acarologe
- Michael Zager (* 1943), Produzent, Komponist und Musiker
- Peter Enns (* 1946), reformierter Theologe, Alttestamentler und Autor
- Gerald J. Popek (1946–2008), Informatiker
- Frank Sysyn (* 1946), Historiker und Hochschullehrer
- William J. Martini (* 1947), Jurist und Politiker
- Donald Fagen (* 1948), Sänger und Keyboarder des Duos Steely Dan
- Alan Rosenberg (* 1950), Schauspieler
- Joe Piscopo (* 1951), Komiker und Schauspieler
- Harriet Rubin (* 1952), Schriftstellerin
- Frank Jolliffe (1958–2012), Tap-Gitarrist, Bibliothekar und Musikpädagoge
- Reed Gusciora (* 1960), Politiker
- Paul Rudd (* 1969), Filmschauspieler, Drehbuchautor und Filmproduzent
- Liza Weil (* 1977), Schauspielerin
- Zoe Saldana (* 1978), Filmschauspielerin und -produzentin
- Danny Szetela (* 1987), Fußballspieler
- Ronnie Ash (* 1988), Hürdenläufer
- Brandon Lopez (* 1988), Jazzmusiker

## Filme
- Der dokumentarische Stummfilm The Passaic Textile Strike schildert die Arbeitsniederlegung von über 15.000 Wollspinnern in und um Passaic im Jahr 1926.
- Der Spielfilm Abgedreht spielt in Passaic und thematisiert den wirtschaftlichen Niedergang der Stadt.